# Claudio Del Punta
Claudio Del Punta (1959) è un regista e sceneggiatore italiano.

## Biografia
Regista, sceneggiatore e produttore cinematografico, dopo la laurea in Lettere e filosofia all'Università di Firenze, inizia a girare cortometraggi. Il suo esordio è Cenere negli occhi per il quale riceve una nomination al miglior cortometraggio al festival di Torino.
Negli anni successivi realizza altre opere che hanno ottenuto attenzione in diversi festival, in particolare Gioco di squadra, premiato con il Globo d'oro come miglior cortometraggio, e Haïti chérie, girato con attori dilettanti e premiato a Locarno e Mons.
Nel 2001 ha scritto la sceneggiatura di Amorestremo, film diretto da Maria Martinelli e interpretato da Rocco Siffredi.

## Riconoscimenti
- Torino Film Festival
  - 1988 – Candidatura al miglior cortometraggio per Cenere negli occhi

- Globo d'oro
  - 1996 – Candidatura al miglior film per Trafitti da un raggio di sole
  - 1997 – Miglior cortometraggio per Gioco di squadra

- Locarno International Film Festival
  - 2007 – Youth Jury Award – "Environment Is Quality of Life" Prize per Haïti chérie
  - 2007 – Candidatura al Leopard Club Award per Haïti chérie

- Festival international du film d'amour de Mons
  - 2008 – Miglior sceneggiatura per Haïti chérie

## Filmografia

### Regista
- Gioco di squadra - cortometraggio (1996)

### Regista e sceneggiatore
- Cenere negli occhi - cortometraggio (1988)
- Punto di fuga (1993)
- Trafitti da un raggio di sole (1995)
- Femminile, singolare (2000)
- Haïti chérie (2007)
- Dancing for My Havana (2015)

### Sceneggiatore
- Amorestremo, regia di Maria Martinelli (2001)